# Gotham Independent Film Awards 2004
La 14ª edizione dei Gotham Independent Film Awards si è svolta il 1º dicembre 2004 a New York ed è stata presentata da Bob Balaban.
È stata la prima edizione che ha assegnato il premio al miglior film ed al miglior documentario.
Le candidature per miglior interprete emergente e miglior regista rivelazione sono state annunciate il 1º novembre 2004, mentre le candidature per miglior film e miglior documentario sono state annunciate il 10 novembre 2004.

## Vincitori e candidati
I vincitori sono indicati in grassetto, a seguire gli altri candidati.

### Miglior film
- Sideways - In viaggio con Jack (Sideways), regia di Alexander Payne
- Before Sunset - Prima del tramonto (Before Sunset), regia di Richard Linklater
- Se mi lasci ti cancello (Eternal Sunshine of the Spotless Mind), regia di Michel Gondry
- I Heart Huckabees - Le strane coincidenze della vita (I ♥ Huckabees), regia di David O. Russell
- Primer, regia di Shane Carruth

### Miglior documentario
- The Agronomist, regia diJonathan Demme
- Bright Leaves, regia di Ross McElwee
- Fahrenheit 9/11, regia di Michael Moore
- In the Realms of the Unreal, regia di Jessica Yu
- Tarnation, regia di Jonathan Caouette

### Miglior interprete emergente
- Catalina Sandino Moreno – Maria Full of Grace
- Mos Def – The Woodsman - Il segreto (The Woodsman)
- Cast di Everyday People
- Anthony Mackie – Brother to Brother
- Dallas Roberts – Una casa alla fine del mondo (A Home at the End of the World)

### Miglior regista emergente
- Joshua Marston – Maria Full of Grace
- Rodney Evans – Brother to Brother
- Debra Granik – Down to the Bone
- Nicole Kassell – The Woodsman - Il segreto (The Woodsman)
- Lori Silverbush e Michael Skolnik – On the Outs

### Celebrate New York Award
- Se mi lasci ti cancello (Eternal Sunshine of the Spotless Mind), regia di Michel Gondry

### Premio alla carriera
- Don Cheadle[4]
- Mike Leigh[4]
- Michael Moore[4]
- Dan Talbot